# Oskar von Miller
Pour les articles homonymes, voir Miller.
Oskar Miller, anobli en 1875 en von Miller (né le 7 mai 1855 à Munich et décédé le 9 avril 1934 dans la même ville) est un ingénieur du bâtiment allemand.
C'est un pionnier de l'utilisation de l'énergie hydraulique. Il est connu pour être le cofondateur du Deutsches Museum, le grand musée de la technique de Munich.

## Famille
Il est issu d'une famille de Aichach en Haute-Bavière. Il est le fils du fondeur et premier directeur de la fonderie royale de Munich, Ferdinand von Miller et d'Anna Pösl.
Son père est anobli le 12 octobre 1875, ses enfants le sont également. 
Le frère d'Oskar est le fondeur et directeur d'académie Ferdinand von Miller le Jeune (de).
Oskar se marie en 1884 à la peintre Marie Seitz (de) avec laquelle il a 7 enfants, dont 2 meurent avant d'avoir atteint l'âge adulte.

## Biographie

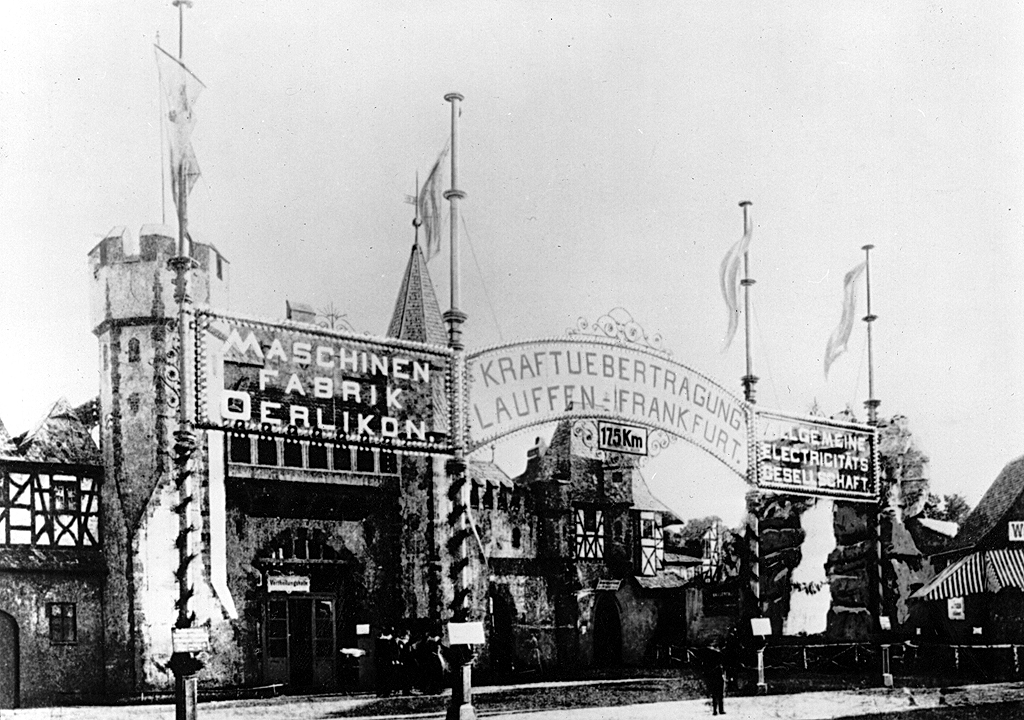
Entrée de l'exposition. Le portail est éclairé par 1000 ampoules électriques. En arrière-plan coule une cascade artificielle

Miller étudie le génie civil à l'université technique de Munich de 1875 à 1879, et y a  Rudolf Diesel comme condisciple. Après avoir fini ses études en août 1878, il entre dans le Service des Constructions bavarois. Les obligations de service ne lui laissent cependant pas assez de temps libre, et en 1881, il prend un congé sans solde pour aller visiter l'exposition d'électricité de Paris afin de s'informer sur les possibilités d'utiliser l'énergie hydraulique en Bavière. 
Il étudie également l'électrotechnique, qui est encore une science nouvelle, en autodidacte.
En 1882, il organise la première exposition sur l'électricité d'Allemagne à Munich.
Avec le Français Marcel Deprez, il réussit lors de cette exposition à réaliser la première transmission de courant électrique sur un trajet de 60 km depuis Miesbach. La transmission se fait en courant continu.
Voyant ses projets d'aménagements hydroélectriques délaissés par l'administration bavaroise, il fonde en 1883 avec un associé, Emil Rathenau,  la Deutschen Edison-Gesellschaft qui devient par la suite AEG. 
Dès 1884, il construit à Munich la première centrale électrique d'Allemagne.
En 1890, il fonde son propre bureau d'études qui devient rapidement une référence dans le domaine de l'énergie hydraulique. Il reprend la direction du salon international de l'électricité de 1891 de Francfort.
Une nouvelle démonstration de transmission électrique est réalisée par Mikhaïl Dolivo-Dobrovolski: une liaison de 176 km de 20 kilovolt en triphasé transporte l'électricité depuis Lauffen am Neckar. 
Cette innovation technique majeure fait date dans la guerre des courants qui a lieu à l'époque et donne un avantage important au courant alternatif.

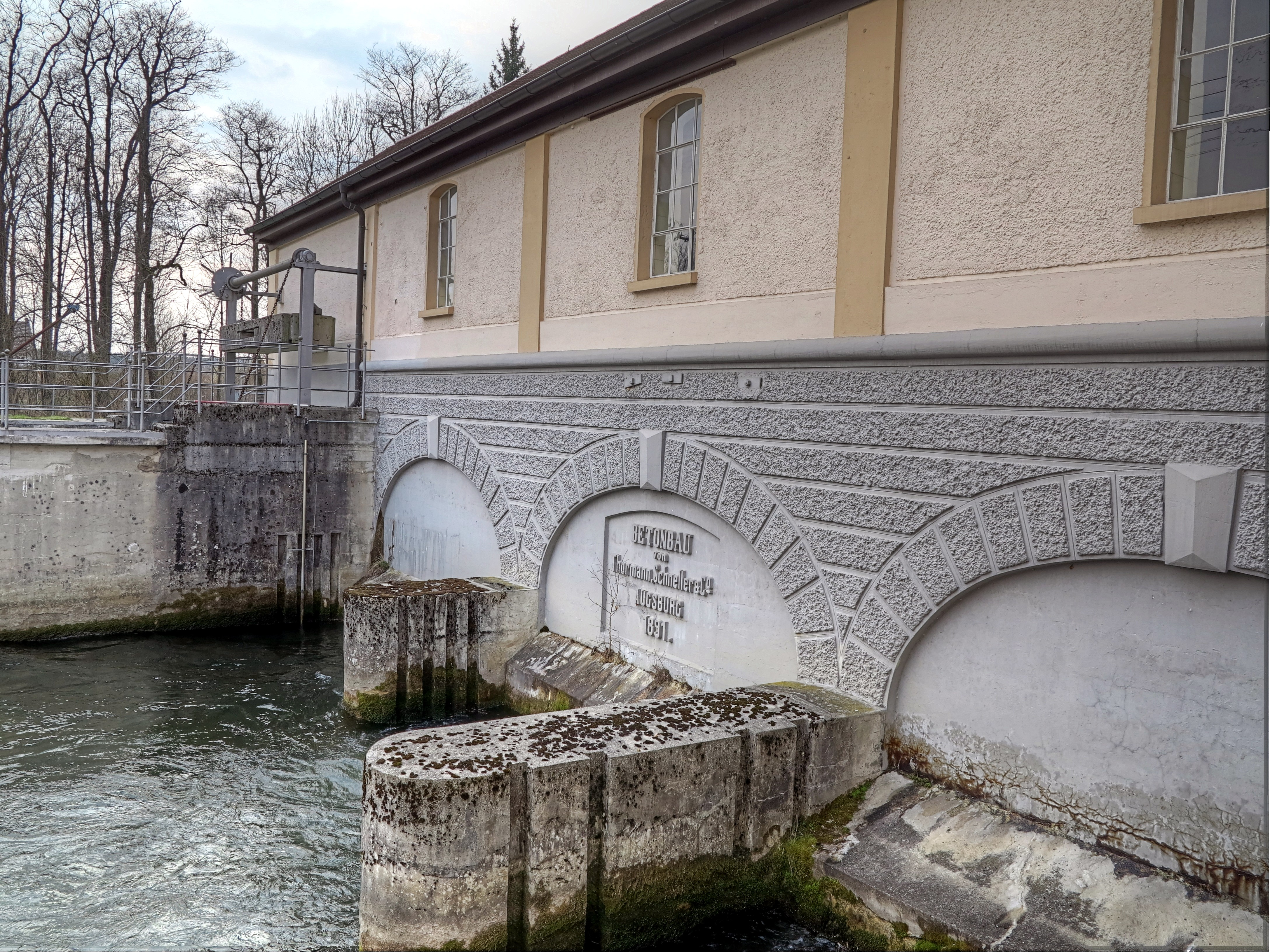
Centrale hydroélectrique de Schöngeising.

En 1892, une centrale hydroélectrique au fil de l'eau est construite d'après ses plans à Schöngeising. Il permet d'éclairer de manière électrique la ville proche de Fürstenfeldbruck, qui est une des toutes premières en Bavière à être équipée de la sorte.
Ce barrage avec ses trois turbines et ses deux générateurs est aujourd'hui toujours en service et est classé monument historique.
Il rachète une martinette dans le quartier d'Ettmannsdorf (de) à Schwandorf et y construit une centrale hydroélectrique (1895).
La ville n'ayant à l'époque pas de réseau de gaz naturel, elle permet de faire une expérience inédite.
À partir de mars 1927, les femmes audacieuses peuvent participer à une grande expérience pour cuisiner grâce à l'électricité.
De 1912 à 1914, il est président de l'association des ingénieurs allemands (de) (Verein Deutscher Ingenieure, VDI).
De 1918 à 1924, il est chef de projet de la construction du plus gros barrage de retenue de l'époque : la centrale hydroélectrique de Walchensee.
Il participe aussi activement à la construction du réseau électrique bavarois qui donne naissance à l'entreprise Bayernwerk (de).
En 1919, il est conseiller technique lors du traité de Versailles.
Von Miller crée l'institut de construction sur l'eau pour le compte de la Bavière, renommé depuis Versuchsanstalt für Wasserbau und Wasserwirtschaft, Oskar von Miller Institut qui est rattaché à la TU Munich et se trouve à
Obernach non loin du Walchensee. Cet institut a non seulement participé la conception de quasiment tous les barrages bavarois, 
mais également à celle de très nombreux barrages à travers le monde. 
Il décède en 1934 dans le Deutsches Museum des suites d'une crise cardiaque, peu de temps après la mort accidentelle de sa femme.
Il est inhumé dans la tombe familiale au côté de son frère Ferdinand au cimetière de la Winthirkirche de Munich, dans le quartier de Neuhausen.
Au cours de sa vie, il publie de nombreux livres, certains de référence, notamment sur l'électrification des villes.

## Distinctions et postérité

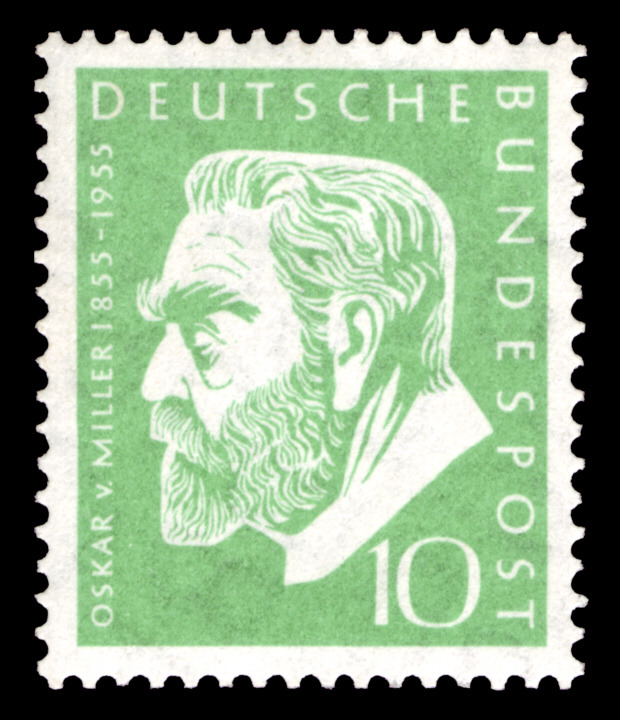
timbre de 1955 pour son

Oskar von Miller reçoit les plus prestigieuses distinctions de son époque : 
- Membre du conseil d'État bavarois
- Citoyen d'honneur de la ville de Munich et d'Holzkirchen
- Président d'honneur du World Energy Council.
- Médaille de l'association des ingénieurs allemands (de) en 1925
- Médaille d'or de la ville de Munich 1925
- Werner-von-Siemens-Ring (de) en 1927
- Obtient la citoyenneté d'honneur de l'université technique de Vienne en 1928[3]
- Bouclier de l'aigle du Reich allemand en 1930

De très nombreuses rues portent son nom en Allemagne : à Munich, Francfort-sur-le-Main, Nuremberg pour les grandes villes. De nombreuses écoles et lycées sont aussi dénommés d'après l'inventeur bavarois à Schwandorf, Rothenburg ob der Tauber, Cassel, Munich notamment.
La tour météo de la TU Munich à Garching porte depuis 2010 son nom.
Son buste se trouve au Ruhmeshalle de Munich.

## Deutsches Museum
En 1903, Oskar von Miller réalise un de ses rêves en ouvrant un musée sur la technique et la biologie : le Deutsches Museum.
Il a fait savoir auprès de ses connaissances durant de longues années vouloir faire un tel musée.
Finalement, le régent Luitpold de Bavière décide de soutenir le projet, ce qui lui assure du même coup le soutien du royaume.
Les scientifiques et entrepreneurs allemands tels Max Planck, Hugo Junkers, Wilhelm Conrad Röntgen ou Emil Rathenau le conseillent pour la construction des divers secteurs du musée.
Grâce au travail de prospection de Miller, la totalité des matériaux de construction sont le fruit de dons.
Le premier directoire du musée est constitué de Carl von Linde, l'inventeur de la pompe à chaleur, respectivement du réfrigérateur selon le point de vue, de Walther von Dyck, recteur de la TU Munich et donc de Oskar von Miller.
La première pierre de l'édifice où le musée se trouve toujours sur l'île des musées de Munich est posée en 1906 par l'empereur Guillaume II.
L'inauguration n'a lieu que pour le 70e anniversaire de Miller le 7 mai 1925 et des salles du musée ne sont encore que provisoires.
Miller lance l'aphorisme : « Dans cette maison chacun peut faire ce que je veux », qui trône désormais dans l'entrée du musée.